# Ragazze da marito (film 1941)
Ragazze da marito (Leányvásár) è un film del 1941, diretto da Félix Podmaniczky.
Il soggetto si basa sull'operetta Leányvásár. Musicata da Viktor Jacobi, debuttò il 14 novembre 1911 al Király Színház di Budapest e fu il primo significativo successo in ambito internazionale del compositore ungherese. Con il titolo The Marriage Market, il lavoro di Jacob venne rappresentato anche a Broadway, debuttando al Knickerbocker Theatre il 22 settembre 1913.

## Produzione
Il film fu prodotto dalla Imago Film e dalla Magyar Film Iroda.

## Distribuzione
Uscì nelle sale cinematografiche ungheresi il 1º ottobre 1941 con il titolo Leányvásár, tratto dall'operetta originale. In Svezia, il film venne distribuito il 21 settembre 1942 con il titolo Drömmarnas vals. In Finlandia, venne ribattezzato Morsiusmarkkinat, ma venne usato anche il titolo svedese Brudmarknaden.